# Kimmo Yliriesto
Kimmo Yliriesto (* 28. Januar 1983 in Rovaniemi) ist ein ehemaliger finnischer Skispringer, der für den Verein Lahden Hiihtoseura startete.

## Werdegang
Am 29. Dezember 1999 sprang Yliriesto als Zweiter in Lahti erstmals im Skisprung-Continental-Cup auf das Podest. Er debütierte am 3. Dezember 2000 beim Wettkampf in Kuopio im Weltcup, hier belegte er Rang 56. In derselben Saison wurde er am 1. Februar 2001 im polnischen Karpacz-Szklarska Junioren-Weltmeister mit dem Team, 2000 in Štrbské Pleso hatte er im selben Wettkampf Bronze gewonnen.
In Park City in den Vereinigten Staaten konnte er am 1. September 2001 seinen ersten Sieg im Skisprung-Continental-Cup erringen, dem am 16. Januar 2005 in Sapporo und am 18. Februar 2006 in Iron Mountain, Michigan, zwei weitere folgten. Hinzu kommen an Podestplätzen im Continental Cup noch vier zweite und drei dritte Ränge. Am erfolgreichsten war er in der Saison 2001/02, als er Fünfter der Continental-Cup-Gesamtwertung wurde.
Seine ersten Weltcuppunkte errang der Finne am 24. Januar 2002 beim Wettkampf im japanischen Hakuba, wo er einen zehnten Platz belegte. Einige Tage zuvor, am 27. Januar desselben Jahres, errang er zudem seinen einzigen Weltcup-Podestplatz, als er mit der finnischen Mannschaft in Sapporo den dritten Platz belegte. Sein bestes Weltcup-Einzelresultat ist ein siebter Platz, datierend vom 5. Februar 2005 in Sapporo.
In der Saison 2001/2002 sowie in der Saison 2004/2005 wurde der Finne auch über längere Strecken im Weltcup eingesetzt, hauptsächlich sprang er jedoch im Continental Cup. Seit einigen Jahren hat Yliriesto bereits seine Karriere beendet. Er lebt derzeit in Hollola.

## Erfolge

### Weltcup-Platzierungen
| Saison  | Platz | Punkte |
| ------- | ----- | ------ |
| 2001/02 | 44.   | 63     |
| 2004/05 | 51.   | 45     |
| 2005/06 | 53.   | 20     |
| 2009/10 | 77.   | 05     |

### Continental-Cup-Siege im Einzel
| Nr. | Datum             | Ort           | Land               |
| --- | ----------------- | ------------- | ------------------ |
| 1.  | 1. September 2001 | Park City     | Vereinigte Staaten |
| 2.  | 16. Januar 2005   | Sapporo       | Japan              |
| 3.  | 18. Februar 2006  | Iron Mountain | Vereinigte Staaten |

### Continental-Cup-Platzierungen
| Saison  | Platz | Punkte |
| ------- | ----- | ------ |
| 1999/00 | 022.  | 364    |
| 2000/01 | 059.  | 160    |
| 2001/02 | 005.  | 606    |
| 2002/03 | 121.  | 037    |
| 2003/04 | 044.  | 132    |
| 2004/05 | 025.  | 335    |
| 2005/06 | 024.  | 261    |
| 2006/07 | 066.  | 076    |
| 2007/08 | 104.  | 028    |
| 2009/10 | 062.  | 089    |
| 2011/12 | 105.  | 011    |